# Exposition internationale de Charleroi de 1911
 (décembre 2007).
L'exposition de Charleroi de 1911 est une exposition qui s'est tenue dans la ville de Charleroi (Belgique). L'objectif de l'exposition était de montrer les réalisations économiques, industrielles et culturelles de la région wallonne.

## Contexte économique
Le but de l'exposition est le même que celui de l'exposition de Düsseldorf en 1902 : introduire les visiteurs aux réalisations exceptionnelles d'une région à l'avant-garde de la révolution industrielle tout en affirmant la richesse artistique du Hainaut (ancien et nouveau) et de la Wallonie. Parce que l'exposition traite de toute la Wallonie et non seulement de Charleroi, des protestations se sont élevées, notamment à Liège, pour que l'exposition soit rebaptisée Arts anciens aux pays wallons .

## Contexte politique

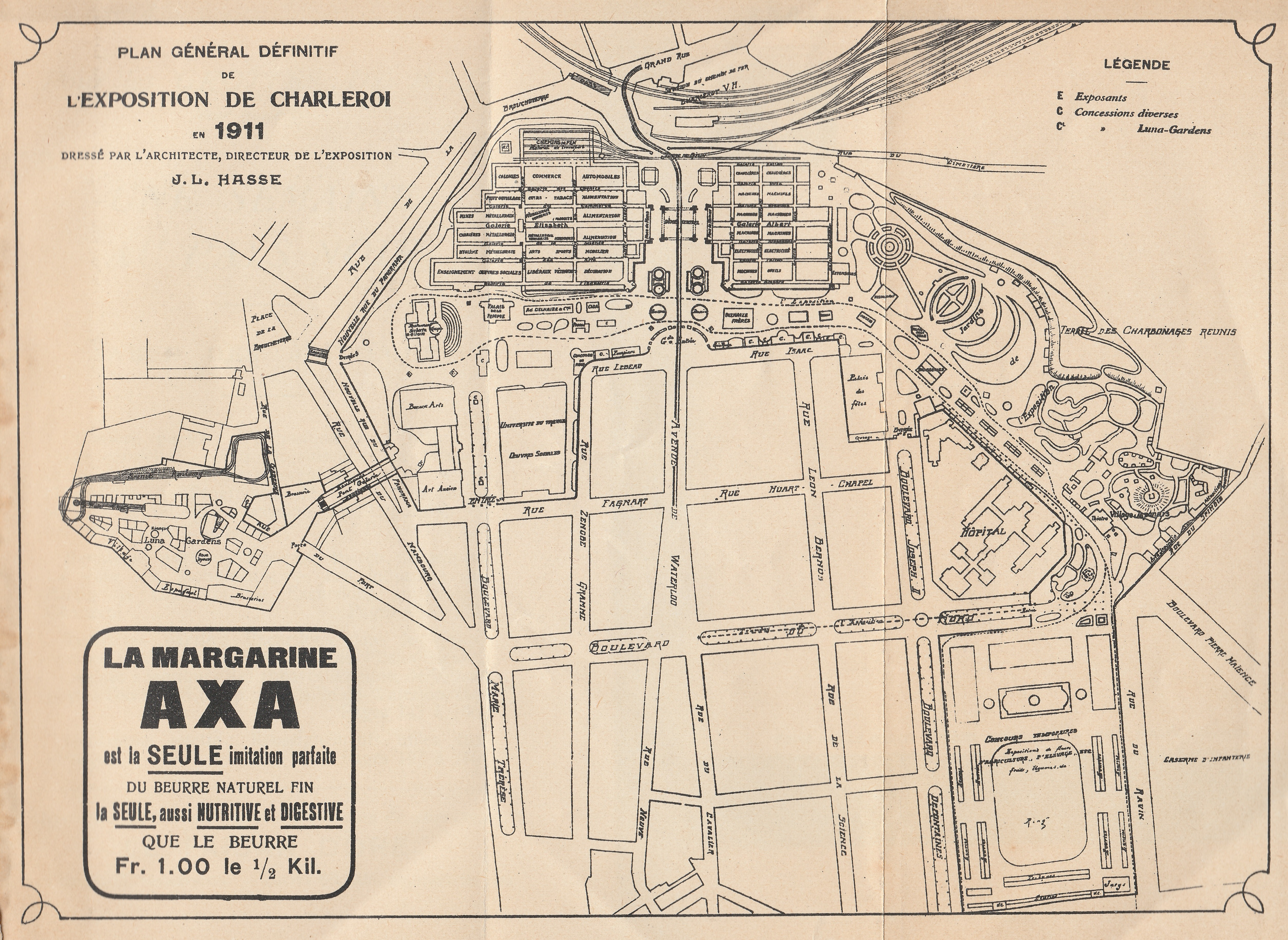
Plan général de l'exposition.

Depuis 1884, la Belgique est gouvernée par des gouvernements catholiques où ne siège parfois qu'un seul ministre du sud du pays alors que celui-ci envoie une majorité d'élus socialistes et libéraux au sénat et à la Chambre. Cette situation est de plus en plus mal acceptée. Elle donnera lieu en 1912 à la fameuse Lettre au Roi de Jules Destrée, l'une de chevilles ouvrières du volet culturel ou artistique de l'exposition. Mais dès la pose de la première pierre le 20 juin 1910, le ton est donné. Le ministre de l'industrie Armand Hubert, ministre compétent reconnaît d'emblée la dimension  nationale mais aussi wallonne de l'initiative : « Je tiens à souligner d'une façon toute particulière que votre Exposition sera l'œuvre à la fois de l'État, de la Province, de la Commune, c'est-à-dire une œuvre nationale. Je manquerais à ma naissance, à ma situation et à ma qualité de Wallon si je ne promettais pas à l'exposition de Charleroi tout le concours, tout le dévouement sur lequel vous êtes en droit de compter. ». Le vice-président du Conseil de Direction de l'Exposition lui répond en ces termes : « M.Hubert est le Ministre des Wallons, et le plus wallon des Ministres. Voilà au moins un ministre qui est wallon. Nous l'avons, le tenons. Comme les jolies femmes, il est prodigue de promesses, mais elles sont enregistrées et gare si à l'échéance, elles sont protestées ».

## L'exposition et l'histoire des techniques en Wallonie
Bien que le Pays wallon ne soit que peu connu pour ses mines de fer, l'exposition pense que c'est la présence de fer qui a fait des habitants de cet espace une population particulièrement apte au travail du fer et enfin la métallurgie ou la sidérurgie contemporaines.

## Œuvres exposées
Les œuvres exposées appartiennent à l'art mosan comme le trésor d'Hugo d'Oignies, une reproduction des Fonts baptismaux de Saint-Barthélemy mais comptent également les œuvres de Joachim Patinier, Jacques Du Brœucq, Jean Del Cour ou Félicien Rops.

## Des noms prestigieux sur la culture ou l'art wallon
Prirent notamment la parole Camille Lemonnier (Hainaut, terre d'art et de travail), Jules Destrée (Les peintres des fêtes galantes Watteau et Pater), Ernest Closson (Les maîtres wallons dans l'école du contrepoint néerlandais), Marcel Laurent (L'architecture en Wallonie et spécialement en Hainaut), Maurice Wilmotte (L'ancienne littérature française du Hainaut), Maurice des Ombiaux (Des ymaigiers à Victor Rousseau), Louis Dumont-Wilden (Les Wallons et l'esprit européen : le Prince de Ligne et Octave Pirmez...

Cartes postales d'époque
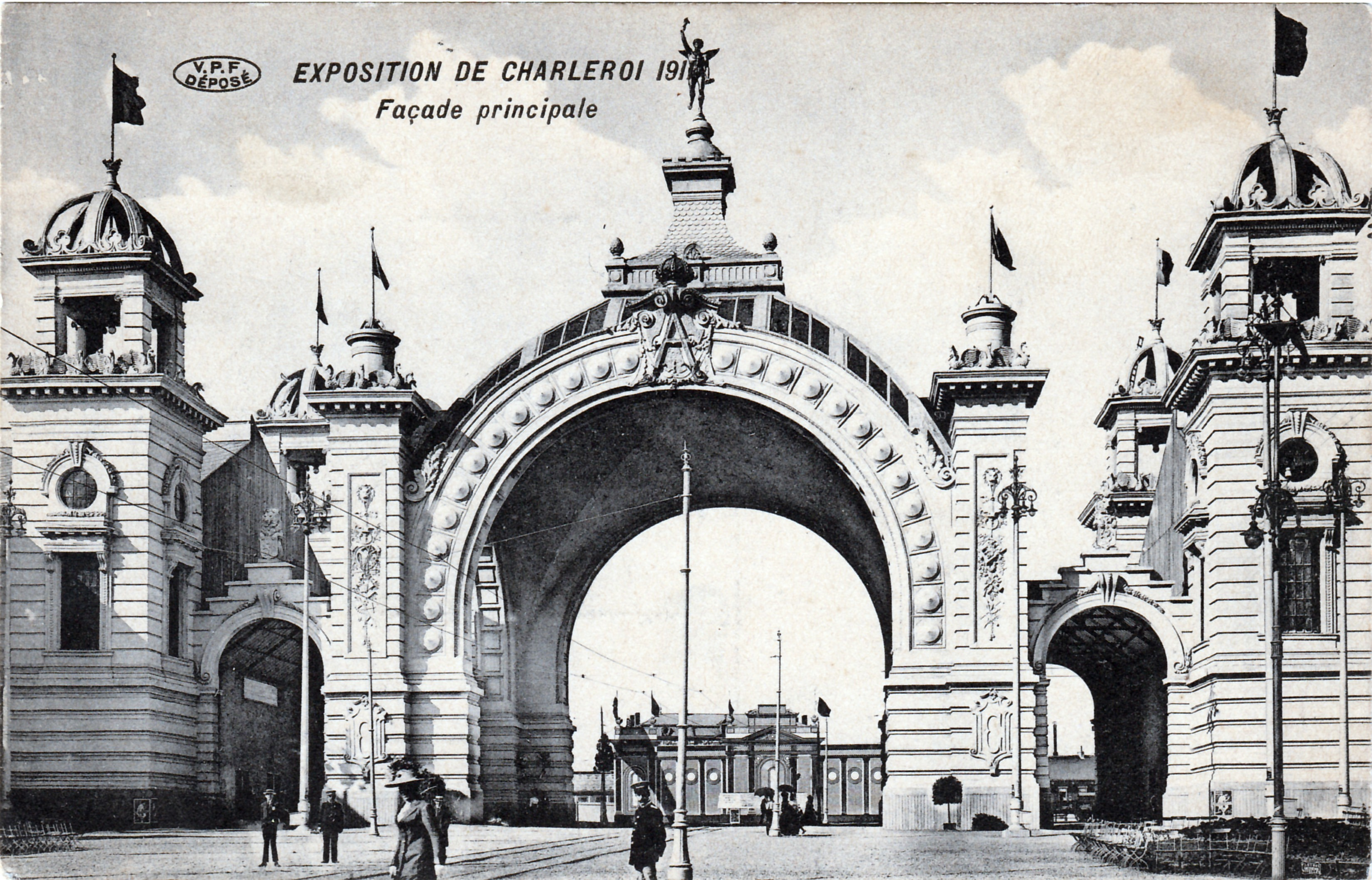
La façade principale.
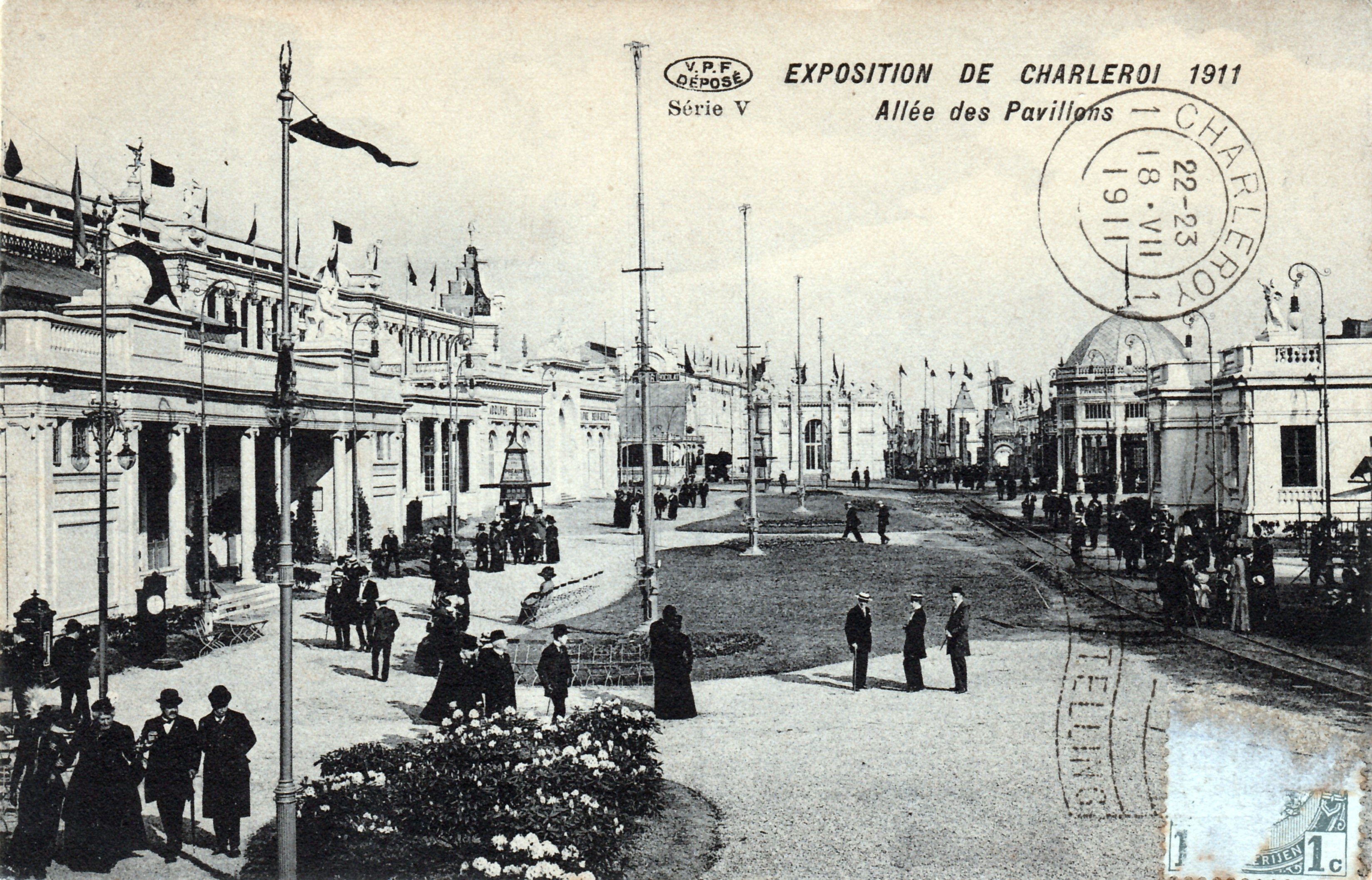
Vue de l'allée des pavillons.
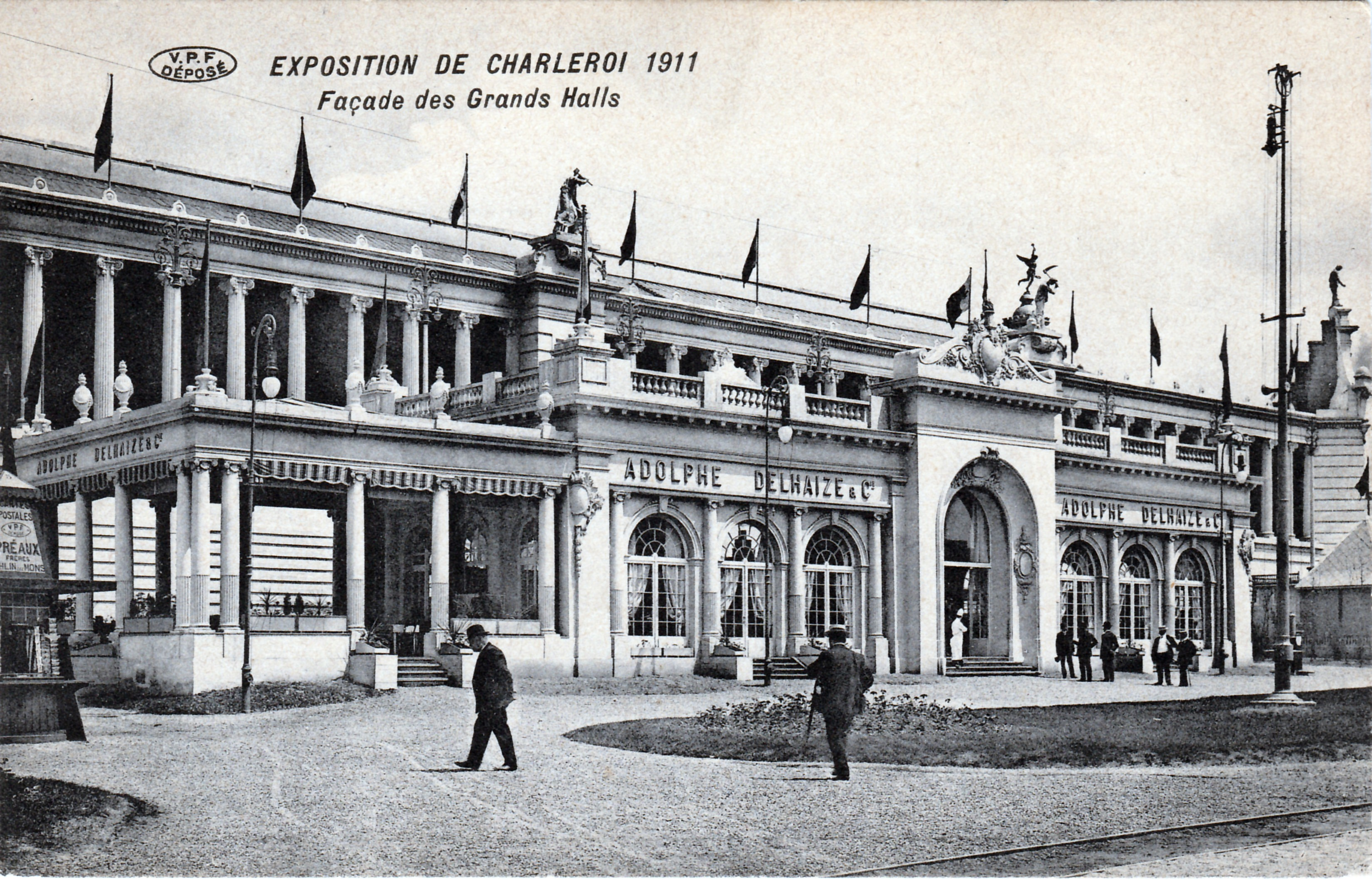
Façade des Grands halls.
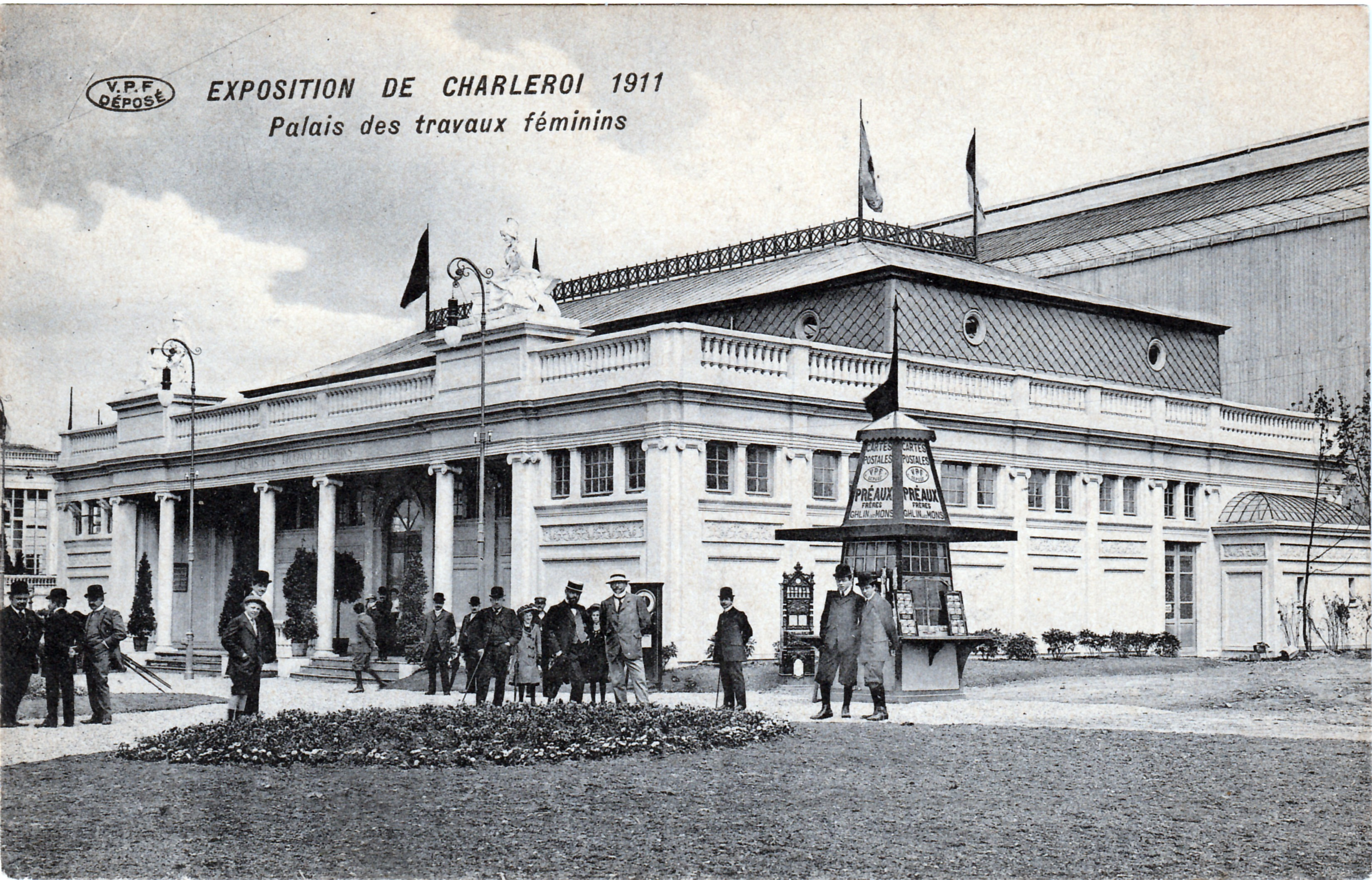
Palais des travaux féminins.

Le pavillon survivant
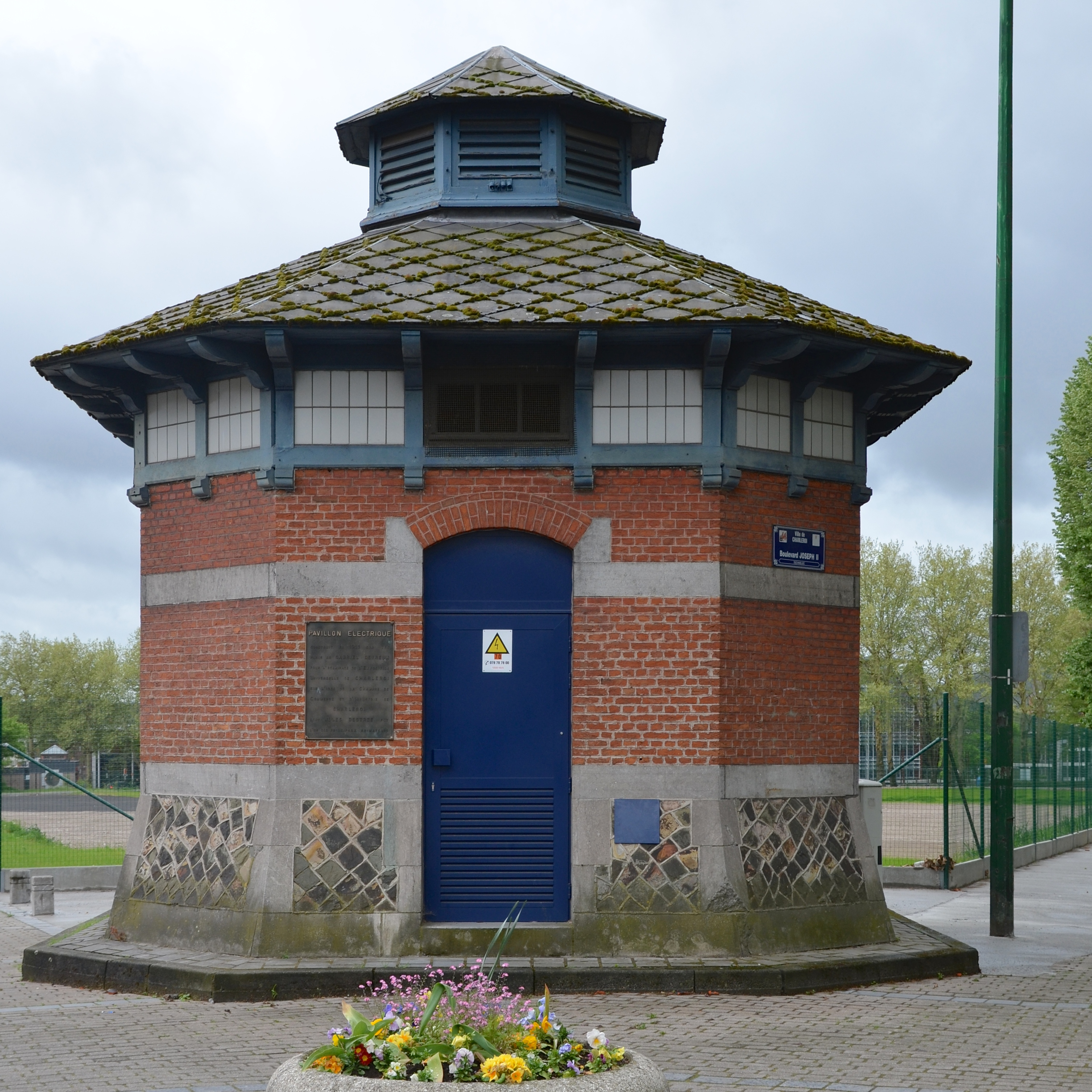
Pavillon électrique construit en 1911 sur les plans de Gabriel Devreux pour l'éclairage de l'exposition.
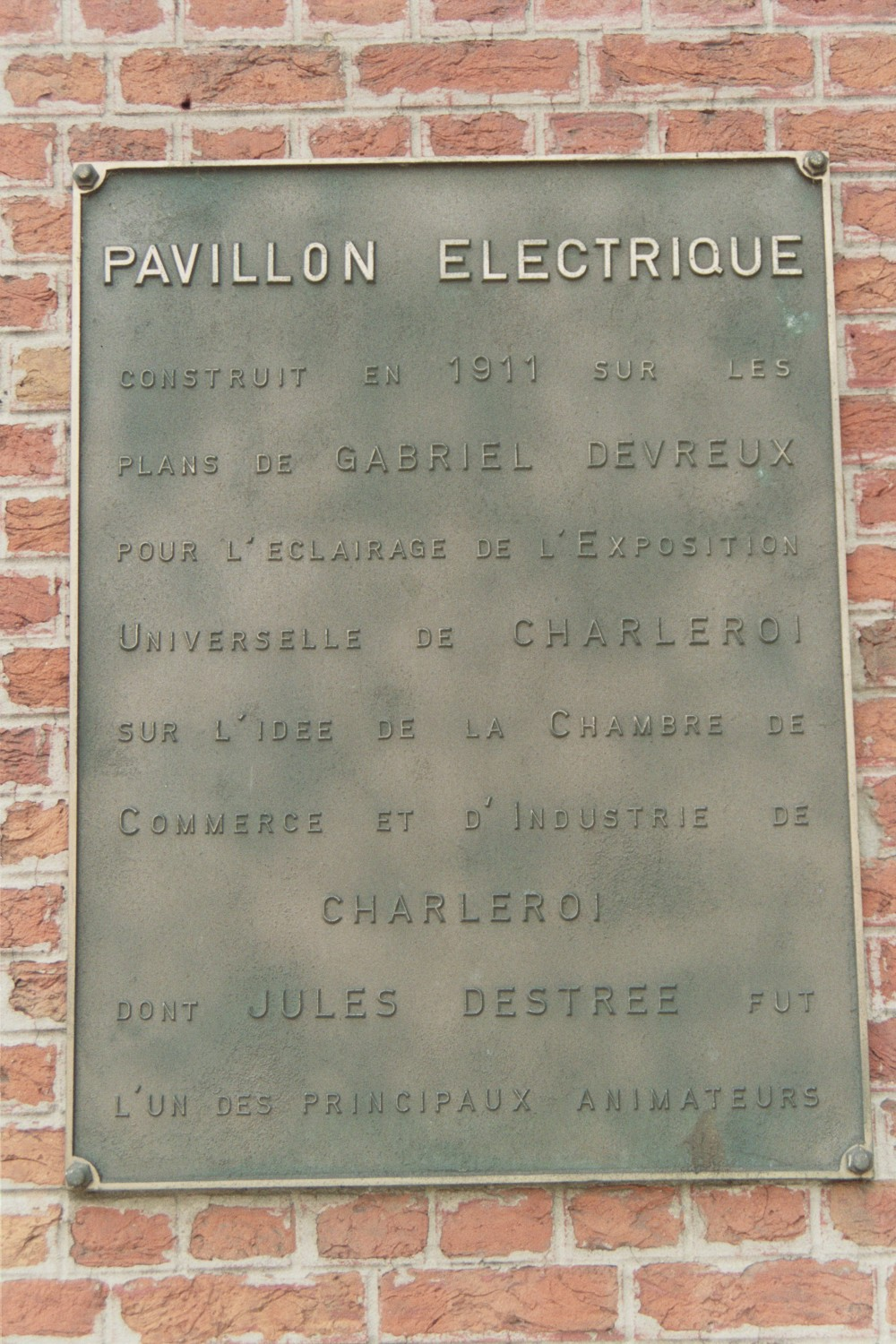